# Basket-ball aux Jeux asiatiques
Le basket-ball aux Jeux asiatiques est un sport présent aux Jeux asiatiques dont l'hôte est FIBA Asie. Le tournoi masculin a eu lieu lors des premiers Jeux asiatiques de New Delhi en 1951, et le tournoi féminin a eu lieu lors des Jeux asiatiques de Téhéran en 1974. Le 3x3 aura lieu pour les hommes et les femmes à partir des Jeux de Jakarta 2018.
La Chine est la nation qui à remporté le plus de titre avec huit pour les hommes et sept pour les femmes,.

## Histoire

### L'Introduction du Basket-ball aux Jeux Asiatiques (1951-1962)
Le basket-ball a fait ses débuts officiels lors des premiers Jeux asiatiques en 1951, organisés à New Delhi, en Inde. Le tournoi masculin comportait un format simple avec la participation de six équipes. À cette époque, le basket-ball était encore un sport en développement dans de nombreux pays asiatiques, mais il jouissait déjà d'une popularité croissante, notamment aux Philippines, a Taïwan et au Japon. Ces trois nations se sont imposer comme des puissances dominantes dans les premières décennies du tournoi.
Lors de la première édition, ce sont les Philippines qui ont remporté la médaille d'or. Leur style de jeu rapide et collectif leur permet de se démarquer sur la scène continentale. Cette victoire a été le point de départ d'une ère de succès pour le pays, qui allait remporter les quatre premières éditions du tournoi.

## Palmarès

### Masculin
| Éd. | Année | Pays hôte | Finale           | Finale  | Finale       | Petite finale | Petite finale | Petite finale |
| Éd. | Année | Pays hôte | Champion         | Score   | Deuxième     | Troisième     | Score         | Quatrième     |
| --- | ----- | --------- | ---------------- | ------- | ------------ | ------------- | ------------- | ------------- |
| 1re | 1951  | New Delhi | Philippines      | -       | Japon        | Iran          | -             | Inde          |
| 2e  | 1954  | Manille   | Philippines (2)  | -       | Taïwan       | Japon         | -             | Corée du Sud  |
| 3e  | 1958  | Tokyo     | Philippines (3)  | -       | Taïwan       | Japon         | -             | Corée du Sud  |
| 4e  | 1962  | Jakarta   | Philippines (4)  | -       | Japon        | Corée du Sud  | -             | Thaïlande     |
| 5e  | 1966  | Bangkok   | Israël           | 90-42   | Thaïlande    | Corée du Nord | 72-60         | Japon         |
| 6e  | 1970  | Bangkok   | Corée du Sud     | 81-67   | Israël       | Japon         | -             | Taïwan        |
| 7e  | 1974  | Téhéran   | Israël (2)       | 92-85   | Corée du Sud | Chine         | 101-89        | Philippines   |
| 8e  | 1978  | Bangkok   | Chine            | 91-71   | Corée du Sud | Corée du Nord | 100-75        | Japon         |
| 9e  | 1982  | New Delhi | Corée du Sud (2) | 85-84   | Chine        | Japon         | -             | Philippines   |
| 10e | 1986  | Séoul     | Chine (2)        | -       | Corée du Sud | Philippines   | -             | Jordanie      |
| 11e | 1990  | Pékin     | Chine (3)        | 90-76   | Philippines  | Corée du Sud  | 99-74         | Japon         |
| 12e | 1994  | Hiroshima | Chine (4)        | 100-71  | Corée du Sud | Japon         | 79-76         | Philippines   |
| 13e | 1998  | Bangkok   | Chine (5)        | 112-92  | Corée du Sud | Philippines   | 73-68         | Kazakhstan    |
| 14e | 2002  | Pusan     | Corée du Sud (3) | 102-100 | Chine        | Kazakhstan    | 68-66         | Philippines   |
| 15e | 2006  | Doha      | Chine (6)        | 59-44   | Qatar        | Iran          | 84-78         | Jordanie      |
| 16e | 2010  | Canton    | Chine (7)        | 77-71   | Corée du Sud | Iran          | 74-66         | Japon         |
| 17e | 2014  | Incheon   | Corée du Sud (4) | 79-77   | Iran         | Japon         | 76-72         | Kazakhstan    |
| 18e | 2018  | Jakarta   | Chine (8)        | 84-72   | Iran         | Corée du Sud  | 89-81         | Taïwan        |
| 19e | 2022  | Hangzhou  | Philippines (5)  | 70-60   | Jordanie     | Chine         | 101-73        | Taïwan        |
| 20e | 2026  | Nagoya    |                  | -       |              |               | -             |               |

### Féminin
| Éd. | Année | Pays hôte | Finale           | Finale | Finale       | Petite finale | Petite finale | Petite finale |
| Éd. | Année | Pays hôte | Champion         | Score  | Deuxième     | Troisième     | Score         | Quatrième     |
| --- | ----- | --------- | ---------------- | ------ | ------------ | ------------- | ------------- | ------------- |
| 1re | 1974  | Téhéran   | Japon            | -      | Corée du Sud | Chine         | -             | Corée du Nord |
| 2e  | 1978  | Bangkok   | Corée du Sud     | -      | Chine        | Japon         | -             | Thaïlande     |
| 3e  | 1982  | New Delhi | Chine            | -      | Corée du Sud | Japon         | -             | Corée du Nord |
| 4e  | 1986  | Séoul     | Chine (2)        | -      | Corée du Sud | Japon         | -             | Malaisie      |
| 5e  | 1990  | Pékin     | Corée du Sud (2) | 77-70  | Chine        | Taïwan        | -             | Japon         |
| 5e  | 1994  | Hiroshima | Corée du Sud (3) | 77-76  | Japon        | Chine         | -             | Taïwan        |
| 6e  | 1998  | Bangkok   | Japon (2)        | 93-69  | Chine        | Corée du Sud  | 92-76         | Taïwan        |
| 7e  | 2002  | Pusan     | Chine (3)        | 80-76  | Corée du Sud | Taïwan        | 86-79         | Japon         |
| 8e  | 2006  | Doha      | Chine (4)        | 90-59  | Taïwan       | Japon         | 74-70         | Corée du Sud  |
| 9e  | 2010  | Canton    | Chine (5)        | 70-64  | Corée du Sud | Japon         | 73-61         | Taïwan        |
| 10e | 2014  | Incheon   | Corée du Sud (4) | 70-64  | Chine        | Japon         | 61-59         | Taïwan        |
| 11e | 2018  | Jakarta   | Chine (6)        | 71-65  | Corée du Sud | Japon         | 76-63         | Taïwan        |
| 12e | 2022  | Hangzhou  | Chine (7)        | 74-72  | Japon        | Corée du Sud  | 93-63         | Corée du Nord |
| 13e | 2026  | Nagoya    |                  | -      |              |               | -             |               |